# At-Tall (distrikt)
at-Tall, formellt Mintaqat at-Tall (arabiska: منطقة التل) är ett distrikt (mintaqa) i Syrien. Det ligger i provinsen Rif Dimashq, i den sydvästra delen av landet, 23 kilometer norr om huvudstaden Damaskus.